# Achyranthes sicula
Achyranthes sicula — вид квіткових рослин родини амарантові (Amaranthaceae).

## Опис
Стебла 30–70 см, запушені, рідше майже голі. Листові пластини 2–6 x 1–3 см, від овальних до еліптичну-ланцетних, з шовковистим сріблястим нальотом на нижньому боці, загострені. Суцвіття — недбалі термінальні й бічні колоси. Тичинок 5. Цвіте з березня по червень.

## Середовище проживання
Батьківщина: Європа: Італія [вкл. Сардинія, Сицилія]; Мальта; Гібралтар; Канарські острови (Іспанія); Мадейра (Португалія). Північна Африка: Алжир; Єгипет; Марокко; Туніс. Західна Азія: Ізраїль; Йорданія; Ліван; Сирія. Натуралізований: Азорські острови (Португалія); Іспанія. Росте на кислих ґрунтах (морські стрімчаки пісковики)